# Live (álbum de 311)
Live es el primer álbum en vivo de la banda estadounidense de rock alternativo, 311, que fue publicado el 3 de noviembre de 1998 por Capricorn Records.
El álbum registra la presentación del grupo el 17 de septiembre de 1997 en el UNO Lakefront Arena en Nueva Orleans, Luisiana, en el marco de la gira "Transistor" realizada por el grupo ese año.

## Lista de canciones
Todas las canciones fueron escritas por 311.

| CD    |                         |                                       |          |  |
| N.º   | Título                  | Composición                           | Duración |  |
| 1.    | «Down»                  | 311                                   | 3:14     |  |
| 2.    | «Homebrew»              | 311                                   | 3:28     |  |
| 3.    | «Beautiful Disaster»    | 311                                   | 4:04     |  |
| 4.    | «Misdirected Hostility» | 311                                   | 3:18     |  |
| 5.    | «Freak Out»             | 311                                   | 3:49     |  |
| 6.    | «Nix Hex»               | 311                                   | 5:03     |  |
| 7.    | «Applied Science»       | 311                                   | 5:21     |  |
| 8.    | «Omaha Stylee»          | 311                                   | 3:45     |  |
| 9.    | «Tribute»               | 311                                   | 4:33     |  |
| 10.   | «Galaxy»                | 311                                   | 2:58     |  |
| 11.   | «Light Years»           | Nick Hexum                            | 2:51     |  |
| 12.   | «Hydroponic»            | 311                                   | 5:17     |  |
| 13.   | «Who's Got the Herb?»   | David Byers, Earl Hudson, Paul Hudson | 3:56     |  |
| 14.   | «Feels So Good»         | 311                                   | 4:22     |  |
| 56:03 |                         |                                       |          |  |

## Personal
311
- Nick Hexum – vocalista principal, guitarra rítmica[6]
- SA Martinez – voces, tornamesa
- Chad Sexton – batería, percusión
- Tim Mahoney – guitarra
- P. Nut – bajo

Músicos invitados
- David Byers – voces
- Earl Hudson – voces
- Paul Hudson – voces

## Posicionamiento en listas
| Lista (1998)                   | Mejor posición |
| ------------------------------ | -------------- |
| Estados Unidos (Billboard 200) | 77             |